# Черепановское сельское поселение
Черепановское се́льское поселе́ние — муниципальное образование в Нижнетавдинском районе Тюменской области Российской Федерации.
Административный центр — село Черепаново.

## История
Статус и границы сельского поселения установлены Законом Тюменской области от 5 ноября 2004 года № 263 «Об установлении границ муниципальных образований Тюменской области и наделении их статусом муниципального района, городского округа и сельского поселения».

## Население
| 2010 | 2011 | 2012 | 2013 | 2014 | 2015 | 2016 |
| ---- | ---- | ---- | ---- | ---- | ---- | ---- |
| 489  | ↗490 | ↘468 | ↘456 | ↘449 | ↘442 | ↗454 |
| 2017 | 2018 | 2019 | 2020 | 2021 |      |      |
| ↘451 | ↘438 | ↘422 | ↗431 | ↗549 |      |      |

## Состав сельского поселения
| № | Населённый пункт | Тип населённого пункта       | Население |
| - | ---------------- | ---------------------------- | --------- |
| 1 | Бугры            | деревня                      | 7         |
| 2 | Еремино          | село                         | 94        |
| 3 | Крысова          | деревня                      | 63        |
| 4 | Сосновка         | деревня                      | 15        |
| 5 | Черепаново       | село, административный центр | 310       |